# Perfect (canção de Ed Sheeran)
"Perfect" é uma canção do cantor britânico Ed Sheeran, gravada para o seu terceiro álbum de estúdio, ÷. Foi composta e produzida pelo intérprete, com o auxílio de Will Hicks e Benny Blanco na produção. A faixa foi enviada para rádios de formato mainstream estadunidenses em 26 de setembro de 2017, através das gravadoras Asylum Records e Atlantic Records, servindo como o quarto single do disco.
A canção chegou ao número um da UK Singles Chart e da Billboard Hot 100 em dezembro de 2017. A canção também alcançou o número um em dezesseis outros países, incluindo a Austrália, a Irlanda e a Nova Zelândia. Uma versão de "Perfect", intitulada "Perfect Duet", com a cantora americana Beyoncé, foi lançada em 1 de dezembro de 2017. Outro dueto com o tenor italiano Andrea Bocelli, intitulado "Perfect Symphony", foi lançado em 15 de dezembro de 2017. "Perfect" também se tornou o single número um do Natal no Reino Unido em 2017.

## Composição e gravação
"Perfect" foi a primeira faixa que Sheeran escreveu para o seu terceiro álbum de estúdio, ÷. A música é uma balada romântica escrita sobre sua esposa Cherry Seaborn, que ele conheceu na escola e com quem se reconectou quando ela estava trabalhando em Nova York. Sheeran revelou que a inspiração para as letras veio depois de visitar a casa de James Blunt em Ibiza, onde os dois cantores haviam ouvido música do rapper Future às seis da manhã. Ele disse: "Descalço na grama, dançando ao som da nossa música favorita, que passou a ser a 'March Madness' do Future. [...] Eu reservei o estúdio para esse dia, e eu tinha isso e eu estava tipo, certo, deixe-me apenas fazer isso. E a música aconteceu e foi finalizada nesse dia. Eu sabia que era especial".
Em uma entrevista com Zane Lowe, Sheeran disse que precisava escrever a melhor música de amor de sua carreira. Ele disse: "Eu preciso fazê-la 100%" eu", então todos vão ouvir que será como: 'Ah! Ele realmente pode fazer isso'. [...] Eu queria vencer "Thinking Out Loud", porque eu sei que essa canção iria me definir." Ele também produziu a música com a ajuda de Will Hicks. O irmão de Ed, Matthew Sheeran, o ajudou na orquestração dos instrumentos de cordas. Esta foi a primeira vez que os irmãos colaboraram em uma música, pois esse era o último desejo da avó de ambos, ver os irmãos trabalhando juntos antes de morrer. Uma versão totalmente orquestral da canção foi gravada no Abbey Road Studios, embora apenas algumas partes tenham sido usadas no lançamento original da música. A versão orquestral completa foi usada no dueto com Andrea Bocelli.
A canção é executada na chave de A♭ maior com um tempo de 63 batimentos por minuto em 12/8 vezes. "Perfect" é executado em uma progressão de acordes de A♭5–Fm7–D♭sus2–E♭. Os vocais vão de E♭4 a A♭5 na música.

## Videoclipes

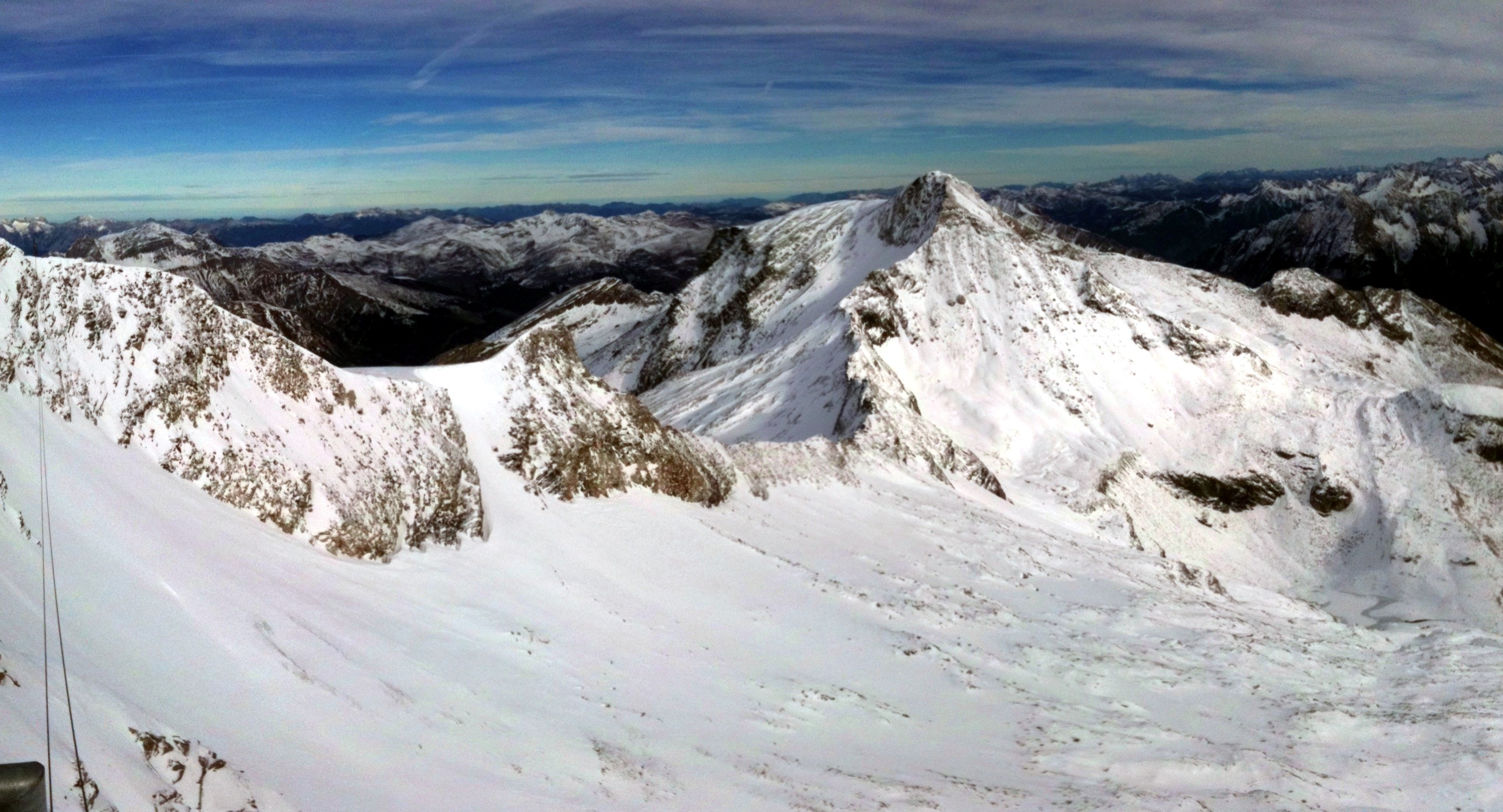
O videoclipe de "Perfect" narra uma história romântica que ocorre nas montanhas de Hintertux, Áustria.

Em 22 de setembro de 2017, um videoclipe com a letra da música foi lançado no canal do YouTube de Ed Sheeran. Um videoclipe oficial para a canção foi lançado no canal do YouTube de Sheeran em 9 de novembro de 2017. O vídeo conta com a participação da atriz Zoey Deutch e foi dirigido por Jason Koenig, que também dirigiu o video para "Shape of You". O vídeo foi filmado na estância de esqui austríaca de Hintertux e mostra Sheeran e Deutch indo em uma viagem de esqui com amigos, com os dois dançando na neve e terminando em uma cabine juntos. Em 15 de dezembro de 2017, um videoclipe para "Perfect Symphony" (dueto com Andrea Bocelli) também foi lançado.
Escrevendo para a MTV UK, Ross McNeilage chamou o vídeo de "sonho de Natal" por seu visual invernal. Enquanto elogiava a história simples e a cinematografia do vídeo, McNeilage notou que Zoey Deutch "age em oposição ao super estrelismo com seu interesse amoroso e nós assistimos enquanto eles flertam timidamente até perceberem seu amor um pelo outro e desacelerarem a dança juntos na neve".

## Faixas e formatos
| Download digital |           |         |  |
| N.º              | Título    | Duração |  |
| 1.               | "Perfect" | 4:23    |  |

| Download digital (acústico) |                      |         |  |
| N.º                         | Título               | Duração |  |
| 1.                          | "Perfect" (acústico) | 4:20    |  |

| Download digital – Dueto com Beyoncé |                              |         |  |
| N.º                                  | Título                       | Duração |  |
| 1.                                   | "Perfect Duet" (com Beyoncé) | 4:19    |  |

| Download digital – Dueto com Andrea Bocelli |                                         |         |  |
| N.º                                         | Título                                  | Duração |  |
| 1.                                          | "Perfect Symphony" (com Andrea Bocelli) | 4:25    |  |

| CD single alemão |                      |         |  |
| N.º              | Título               | Duração |  |
| 1.               | "Perfect"            | 4:23    |  |
| 2.               | "Perfect" (acústico) | 4:20    |  |

## Desempenho nas tabelas musicais

### Posições
| Tabela musical (2017)                         | Melhor posição |
| --------------------------------------------- | -------------- |
| Alemanha (Offizielle Deutsche Charts)         | 1              |
| Argentina Anglo (Monitor Latino)              | 19             |
| Austrália (ARIA)                              | 3              |
| Áustria (Ö3 Austria Top 75)                   | 1              |
| Bélgica (Ultratop 50 de Flandres)             | 1              |
| Bélgica (Ultratop 50 da Valônia)              | 1              |
| Canadá (Canadian Hot 100)                     | 3              |
| Canadá (Billboard AC)                         | 7              |
| República Checa (Rádio Top 100)               | 43             |
| República Checa (Singles Digitál Top 100)     | 5              |
| Dinamarca (Tracklisten)                       | 3              |
| União Europeia Digital Songs (Billboard)      | 1              |
| Eslováquia (Rádio Top 100)                    | 1              |
| Eslováquia (Singles Digitál Top 100)          | 4              |
| Eslovênia (SloTop50)                          | 1              |
| Espanha (PROMUSICAE)                          | 3              |
| Finlândia (Suomen virallinen lista)           | 13             |
| França (SNEP)                                 | 1              |
| Hungria (Rádiós Top 40)                       | 33             |
| Hungria (Stream Top 40)                       | 7              |
| Irlanda (IRMA)                                | 1              |
| Itália (FIMI)                                 | 2              |
| Líbano (Lebanese Top 20)                      | 4              |
| Luxemburgo Digital Songs (Billboard)          | 1              |
| Malásia (RIM)                                 | 1              |
| México Airplay (Billboard)                    | 28             |
| Países Baixos (Dutch Top 40)                  | 1              |
| Países Baixos (Mega Top 50)                   | 1              |
| Países Baixos (Single Top 100)                | 8              |
| Nova Zelândia (Recorded Music NZ)             | 6              |
| Noruega (VG-lista)                            | 4              |
| Filipinas (Philippine Hot 100)                | 1              |
| Polónia (Polish Airplay Top 100)              | 4              |
| Portugal (AFP)                                | 6              |
| Escócia (Scottish Singles Chart)              | 1              |
| Suécia (Sverigetopplistan)                    | 1              |
| Suíça (Schweizer Hitparade)                   | 1              |
| Reino Unido (UK Singles Chart)                | 1              |
| Estados Unidos (Billboard Hot 100)            | 1              |
| Estados Unidos (Billboard Adult Contemporary) | 1              |
| Estados Unidos (Billboard Adult Top 40)       | 5              |
| Estados Unidos (Billboard Mainstream Top 40)  | 5              |

| Tabelas (2017)                                | Peak position |
| --------------------------------------------- | ------------- |
| Áustria (Ö3 Austria Top 75)                   | 4             |
| Bélgica (Ultratop 50 de Flandres)             | 1             |
| Bélgica (Ultratop 50 da Valônia)              | 1             |
| Canadá (Billboard CHR/Top 40)                 | 2             |
| Canadá (Canadian Hot 100)                     | 1             |
| Coreia do Sul (Gaon)                          | 8             |
| União Europeia Digital Songs (Billboard)      | 1             |
| Eslováquia (Singles Digitál Top 100)          | 4             |
| Eslovênia (SloTop50)                          | 13            |
| Espanha (PROMUSICAE)                          | 1             |
| Finlândia (Suomen virallinen lista)           | 11            |
| Luxemburgo Digital Songs (Billboard)          | 1             |
| Países Baixos (Dutch Top 40)                  | 1             |
| Países Baixos (Mega Top 50)                   | 1             |
| Nova Zelândia (Recorded Music NZ)             | 1             |
| Noruega (VG-lista)                            | 10            |
| Polónia (Polish Airplay Top 100)              | 81            |
| República Checa (Singles Digitál Top 100)     | 5             |
| Suécia (Sverigetopplistan)                    | 1             |
| Estados Unidos (Billboard Hot 100)            | 1             |
| Estados Unidos (Billboard Adult Contemporary) | 10            |
| Estados Unidos (Billboard Adult Top 40)       | 2             |
| Estados Unidos (Billboard Mainstream Top 40)  | 2             |
| Estados Unidos (Billboard Rhythmic)           | 24            |

| Tabelas (2017)                    | Melhor posição |
| --------------------------------- | -------------- |
| Bélgica (Ultratop 50 de Flandres) | 1              |
| Bélgica (Ultratop 50 da Valônia)  | 1              |
| Nova Zelândia (Recorded Music NZ) | 1              |

| Tabelas (2017)                    | Melhor posição |
| --------------------------------- | -------------- |
| Bélgica (Ultratop Flanders)       | 27             |
| Bélgica (Ultratop Wallonia)       | 62             |
| Canadá (Canadian Hot 100)         | 53             |
| Países Baixos (Single Top 100)    | 24             |
| Nova Zelândia (Recorded Music NZ) | 11             |

## Certificações
| País (Empresa)             | Certificação | Vendas    |
| -------------------------- | ------------ | --------- |
| Alemanha (BVMI)            | 2× Platina   | 800.000   |
| Austrália (ARIA)           | 8× Platina   | 560.000   |
| Bélgica (BEA)              | 3× Platina   | 90.000    |
| Canadá (Music Canada)      | 8× Platina   | 640.000   |
| Dinamarca (IFPI Dinamarca) | 3× Platina   | 270.000   |
| Espanha (PROMUSICAE)       | 3× Platina   | 120.000   |
| Estados Unidos (RIAA)      | 8× Platina   | 8.000.000 |
| França (SNEP)              | Diamante     | 250.000   |
| Irlanda (IRMA)             | 2× Platina   | 30.000    |
| Itália (FIMI)              | 7× Platina   | 350.000   |
| Nova Zelândia (RMNZ)       | 4× Platina   | 120.000   |
| Reino Unido (BPI)          | 3× Platina   | 1.800.000 |
| Suécia (GLF)               | Platina      | 40.000    |
| Suíça (IFPI Switzerland)   | 6× Platina   | 180.000   |

## Histórico de lançamento
| Região         | Data                   | Formato           | Versão                                  | Gravadora                  |
| -------------- | ---------------------- | ----------------- | --------------------------------------- | -------------------------- |
| Estados Unidos | 26 de setembro de 2017 | Rádios mainstream | Original                                | Atlantic                   |
| Estados Unidos | 2 de outubro de 2017   | Rádios hot AC     | Original                                | Atlantic                   |
| Mundo          | 10 de novembro de 2017 | Download digital  | Acústico                                | Atlantic                   |
| Mundo          | 10 de novembro de 2017 | Download digital  | Mike Perry remix                        | Atlantic                   |
| Alemanha       | 24 de novembro de 2017 | CD single         | Original                                | Warner Music International |
| Mundo          | 24 de novembro de 2017 | Download digital  | Robin Schulz remix                      | Atlantic                   |
| Mundo          | 1 de dezembro de 2017  | Download digital  | "Perfect Duet" (com Beyoncé)            | Atlantic                   |
| Mundo          | 15 de dezembro de 2017 | Download digital  | "Perfect Symphony" (com Andrea Bocelli) | Atlantic                   |